# Bjarte Lunde Aarsheim
Bjarte André Lunde Aarsheim (Stavanger, 14 gennaio 1975) è un ex calciatore norvegese, di ruolo centrocampista.

## Carriera

### Giocatore

#### Club
Lunde Aarsheim giocò, per la maggior parte della sua carriera, per il Viking. Debuttò nella Tippeligaen il 16 maggio 1994, subentrando a Kenneth Storvik nella vittoria della sua squadra per 5-2 sul Vålerenga. Subì un grave infortunio alla caviglia nel 2001 e non riuscì più a tornare sui suoi livelli: nei due anni successivi, totalizzò poche presenze in squadra. Fu capitano del Viking fino alla fine del campionato 2004.
A metà della Tippeligaen 2005, passò allo Start a parametro zero. Esordì in squadra il 25 luglio dello stesso anno, nella sconfitta per 2-0 in casa del Lillestrøm. Nel 2007, passò sorprendentemente al Randaberg, assieme a Øyvind Svenning.
Al termine del campionato 2011, firmò un contratto con l'Hundvåg.

#### Nazionale
Lunde Aarsheim giocò 3 partite per la Norvegia. Debuttò il 24 gennaio 2001, nella vittoria in amichevole per 3-2 contro la Corea del Sud.

### Allenatore
Il 16 luglio, a seguito delle dimissioni da allenatore del Sandnes Ulf da parte di Asle Andersen, fu nominato tecnico della squadra ad interim. Andò in panchina nella sfida contro il Molde. Il 23 luglio, Tom Nordlie fu nominato nuovo allenatore del Sandnes Ulf. Il 30 novembre 2014 venne scelto come nuovo allenatore del Brodd. Il 18 gennaio 2016 entrò nello staff tecnico del Viking.
A seguito dell'esonero di Ian Burchnall, il 9 novembre 2017 Lunde Aarsheim venne chiamato alla guida del Viking, fino al termine della stagione. Successivamente, è tornato nel ruolo di assistente allenatore del Viking.
Il 9 febbraio 2021 è stato presentato come nuovo tecnico del Viking, in duo con Morten Jensen.

## Statistiche

### Cronologia presenze e reti in nazionale
| Cronologia completa delle presenze e delle reti in nazionale ― Norvegia | Cronologia completa delle presenze e delle reti in nazionale ― Norvegia | Cronologia completa delle presenze e delle reti in nazionale ― Norvegia | Cronologia completa delle presenze e delle reti in nazionale ― Norvegia | Cronologia completa delle presenze e delle reti in nazionale ― Norvegia | Cronologia completa delle presenze e delle reti in nazionale ― Norvegia | Cronologia completa delle presenze e delle reti in nazionale ― Norvegia | Cronologia completa delle presenze e delle reti in nazionale ― Norvegia |
| Data                                                                    | Città                                                                   | In casa                                                                 | Risultato                                                               | Ospiti                                                                  | Competizione                                                            | Reti                                                                    | Note                                                                    |
| ----------------------------------------------------------------------- | ----------------------------------------------------------------------- | ----------------------------------------------------------------------- | ----------------------------------------------------------------------- | ----------------------------------------------------------------------- | ----------------------------------------------------------------------- | ----------------------------------------------------------------------- | ----------------------------------------------------------------------- |
| 24-1-2001                                                               | Hong Kong                                                               | Norvegia                                                                | 3 – 2                                                                   | Corea del Sud                                                           | Carlsberg Cup 2001                                                      | -                                                                       |                                                                         |
| 28-2-2001                                                               | Belfast                                                                 | Irlanda del Nord                                                        | 0 – 4                                                                   | Norvegia                                                                | Amichevole                                                              | -                                                                       | 77’                                                                     |
| 15-8-2001                                                               | Oslo                                                                    | Norvegia                                                                | 1 – 1                                                                   | Turchia                                                                 | Amichevole                                                              | -                                                                       | 90’                                                                     |
| Totale                                                                  |                                                                         | Presenze                                                                | 3                                                                       |                                                                         | Reti                                                                    | 0                                                                       |                                                                         |